# El asedio
El asedio es una novela del escritor español Arturo Pérez-Reverte, publicada por Alfaguara en 2010. Sus 708 páginas están distribuidas en dieciocho capítulos y un epílogo. 

## Sinopsis
La acción se desarrolla en la ciudad española de Cádiz en los años 1811 y 1812, durante el sitio al que fue sometida esta urbe por las tropas de Napoleón, en el transcurso de la Guerra de la Independencia española.
No se trata de una narración histórica propiamente dicha. Los sucesos reales son solo el telón de fondo sobre el que transcurren las acciones de diferentes personajes que configuran una red de historias paralelas que se entrecruzan.  Dentro de la novela existen varias tramas: Policíaca, aventurera, folletinesca, científica y de espionaje.
El hilo conductor es una serie de misteriosos asesinatos de muchachas cuyos cuerpos aparecen en distintos puntos de la ciudad. El comisario Tizón se esfuerza en encontrar al criminal y recibe consejos de su contrincante habitual en el ajedrez: Hipólito Barrull.
Mientras se desarrolla la investigación policial, se narra la vida en la ciudad, que goza de gran actividad y está llena de forasteros entre los que se encuentran los diputados que se reúnen para discutir los diferentes aspectos de la que será la Constitución española de 1812 que estableció la soberanía nacional, la monarquía constitucional, la separación de poderes, la libertad de imprenta, el reparto de tierras y la libertad de industria.

## Personajes principales

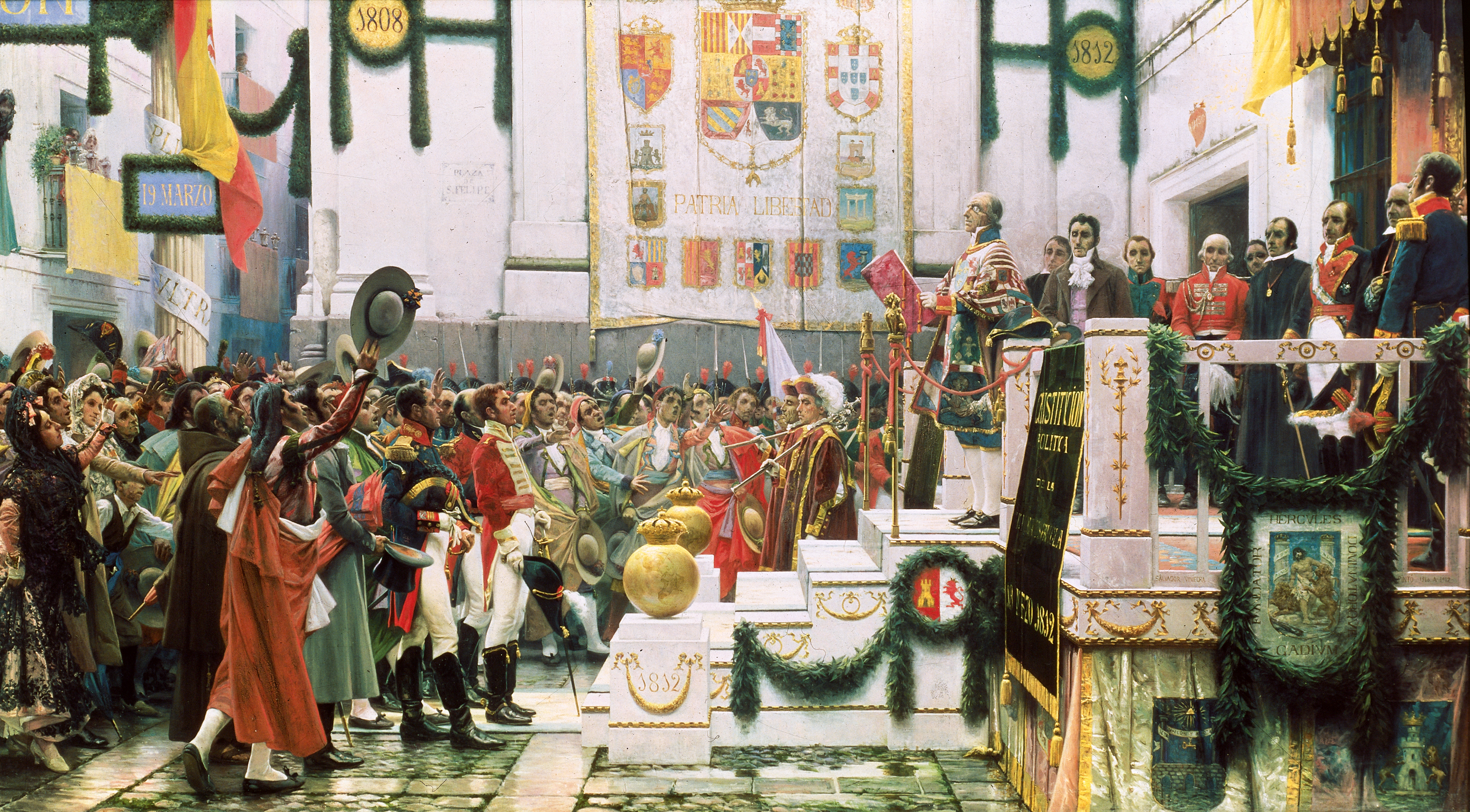
La promulgación de la Constitución de 1812, obra de Salvador Viniegra (Museo de las Cortes de Cádiz).

- Rogelio Tizón. Policía veterano y corrupto de 53 años conocido y temido en Cádiz.
- Don Hipólito Barrull. Gran jugador de ajedrez amigo del comisario Rogelio Tizón.
- Simón Desfosseux. Capitán de artillería del ejército francés. Se esfuerza por resolver problemas de balística que le permitan bombardear de forma eficaz las  posiciones españolas. No le interesa la guerra y su único objetivo es conseguir su satisfacción personal como físico y artillero al lanzar bombas en Cádiz.
- Maurizio Bertoldi. Teniente del ejército francés ayudante y amigo del Capitán Desfosseux.
- Gregorio Fumagal. Taxidermista español que ayuda al ejército francés debido a sus razones personales.
- Lolita Palma.  Joven propietaria de la naviera Palma e Hijos.
- Emilio Sánchez Guinea.  Comerciante de 60 años amigo y socio de Lolita Palma.
- Pepe Lobo. Capitán corsario de azarosa vida y gran experiencia en el mar.
- Ricardo Maraña. Oficial a las órdenes de Pepe Lobo.
- Lorenzo Virués. Capitán de ingenieros del ejército español.
- Felipe Mojarra. Salinero que colabora con el ejército español en los golpes de mano contra las tropas francesas.[4]